# Scoglio Safò
Lo scoglio Safò è un'isola dell'Italia, in Calabria.